# معركة الرحلين
مَعْرَكَةُ الرَّحْلَيْن هي معركةٌ حدثت في سنة 1075 بين القرامطة ومعهم بنو عامر ضد العيونيين الذين ساندهم الأتراك السلاجقة. تمكن القائد العسكري عبد الله بن علي العيوني في هذه المعركة من إلحاق الهزيمة بالقرامطة ودخلَ مدينة الأحساء مُؤذنا بسقوطِ الدَّولة القِرمِطيَّة.

### فهرس المراجع
1. ↑  الشرعان (2002)، ص. 49-50.

### بيانات المراجع
الكُتُب مُرتَّبة حَسب تاريخ النَّشر
- نايف بن عبد الله الشرعان (2002). نُقُود الدَّولة العيُونيَّة في بلاد البحْرين. الرياض: مركز الملك فيصل للبحوث والدراسات الإسلامية. ISBN:9960-726-91-6. LCCN:2003346824. OCLC:52146542. OL:19361341M. QID:Q118247592.